# 加利納斯 (加利福尼亞州)
加利納斯（英語：Gallinas）是位於美國加利福尼亞州馬林縣的一個非建制地區。該地的面積和人口皆未知。

## 地理
加利納斯的座標為38°01′13″N 122°31′31″W / 38.02028°N 122.52528°W，而該地的平均海拔高度為11米（即36英尺）。